# Плезантвілл (Огайо)
Плезантвілл (англ. Pleasantville) — селище (англ. village) в США, в окрузі Феєрфілд штату Огайо. Населення — 934 особи (2020).

## Географія
Плезантвілл розташований за координатами 39°48′34″ пн. ш. 82°31′20″ зх. д. / 39.80944° пн. ш. 82.52222° зх. д. (39.809474, -82.522323).  За даними Бюро перепису населення США в 2010 році селище мало площу 0,69 км², уся площа — суходіл. В 2017 році площа становила 0,72 км², уся площа — суходіл.

## Демографія
Згідно з переписом 2010 року, у селищі мешкало 960 осіб у 358 домогосподарствах у складі 234 родин. Густота населення становила 1395 осіб/км².  Було 392 помешкання (570/км²).
Расовий склад населення:
| - 95,4 % — білих - 0,5 % — вихідців з тихоокеанських островів - 0,5 % — корінних американців - 0,3 % — азіатів - 0,1 % — чорних або афроамериканців |

До двох чи більше рас належало 2,3 %. Частка іспаномовних становила 0,8 % від усіх жителів.
За віковим діапазоном населення розподілялося таким чином: 29,9 % — особи молодші 18 років, 59,9 % — особи у віці 18—64 років, 10,2 % — особи у віці 65 років та старші. Медіана віку мешканця становила 32,4 року. На 100 осіб жіночої статі у селищі припадало 100,0 чоловіків;  на 100 жінок у віці від 18 років та старших — 90,1 чоловіків також старших 18 років.
Середній дохід на одне домашнє господарство  становив 47 501 долар США (медіана — 40 433), а середній дохід на одну сім'ю — 54 379 доларів (медіана — 45 500). Медіана доходів становила 46 094 долари для чоловіків та 31 750 доларів для жінок. За межею бідності перебувало 29,8 % осіб, у тому числі 41,5 % дітей у віці до 18 років та 22,8 % осіб у віці 65 років та старших.
Цивільне працевлаштоване населення становило 445 осіб. Основні галузі зайнятості: освіта, охорона здоров'я та соціальна допомога — 23,4 %, роздрібна торгівля — 13,0 %, виробництво — 11,0 %, будівництво — 10,8 %.